# Daingerfield (Texas)
Daingerfield es una ciudad ubicada en el condado de Morris en el estado estadounidense de Texas. En el Censo de 2010 tenía una población de 2.560 habitantes y una densidad poblacional de 401,96 personas por km².

## Geografía
Daingerfield se encuentra ubicada en las coordenadas 33°1′50″N 94°43′33″O / 33.03056, -94.72583. Según la Oficina del Censo de los Estados Unidos, Daingerfield tiene una superficie total de 6.37 km², de la cual 6.36 km² corresponden a tierra firme y (0.16%) 0.01 km² es agua.

## Demografía
Según el censo de 2010, había 2.560 personas residiendo en Daingerfield. La densidad de población era de 401,96 hab./km². De los 2.560 habitantes, Daingerfield estaba compuesto por el 61.37% blancos, el 28.59% eran afroamericanos, el 0.55% eran amerindios, el 0.16% eran asiáticos, el 0% eran isleños del Pacífico, el 6.84% eran de otras razas y el 2.5% pertenecían a dos o más razas. Del total de la población el 12.97% eran hispanos o latinos de cualquier raza.